# Tommy Haas
Thomas Mario "Tommy" Haas (født 3. april 1978 i Hamburg) er en tysk tidligere tennisspiller, der spillede som professionel i perioden 1996-2018. Han vandt i alt femten ATP-titler i single, og nåede andenpladsen på ATP's verdensrangliste (i maj 2003). Hans største præstation var sejren i ATP Masters turneringen i Stuttgart i oktober 2001, hvor han besejrede hviderussiske Max Mirnyi.
I 2016 blev han turneringsleder i Indian Wells Masters, hvilket han har været siden.

## Karriere
Haas' første store præstation kom, da han nåede semifinalen i Australian Open 1999, hvor han tabte til Jevgenij Kafelnikov. Samme år vandt han sin første titel, da han sejrede i US International Indoor Championships i Memphis. Året efter deltog han i OL 2000, hvor han spillede både single og double. I single nåede han som useedet finalen efter blandt andet at have besejret sydafrikaneren Wayne Ferreira i første runde og schweiziske Roger Federer i semifinalen. I finalen tabte han i fem sæt (6-7, 6-3, 2-6, 6-4, 3-6) til Kafelnikov og vandt dermed sølv. I double spillede han sammen med David Prinosil, og parret nåede kvartfinalen, hvor de tabte til de senere guldvindere, canadiske Sébastien Lareau og Daniel Nestor.
Haas havde sin bedste sæson i 2001, hvor han vandt fire ATP-turneringer. Han deltog igen ved OL 2004 i Athen, hvor han i anden runde blev besejret af andenseedede Andy Roddick.
Haas var flere gange ramt af skader gennem sin karriere, men nåede i alt 563 sejre gennem sin 22 år lange karriere, hvilket er næstflest af en tysk herrespiller. Gennem sin karriere besejrede han en række store spillere mindst tre gange: Andre Agassi, Pete Sampras, Roger Federer og Novak Djokovic.

### Grand Slam
Haas' bedste Grand Slam resultater i singlerækkerne er kommet ved Australian Open, hvor han tre gange er nået frem til semifinalerne (1999, 2002, 2007), ligesom han nåede semifinalen i Wimbledon i 2009.